# Guimer Justiniano
Guimer Justiniano Osorio (29 giugno 1989) è un calciatore boliviano, difensore del Royal Pari e della nazionale boliviana.

## Caratteristiche tecniche
È un difensore centrale.

## Carriera

### Club
Ha collezionato oltre 70 presenze nella massima divisione boliviana con le maglie di Univ. Sucre ed Always Ready.

### Nazionale
Il 10 ottobre 2019 ha debuttato con la nazionale boliviana giocando l'amichevole persa 4-1 contro il Venezuela.

## Statistiche

### Cronologia presenze e reti in nazionale
| Cronologia completa delle presenze e delle reti in nazionale ― Bolivia | Cronologia completa delle presenze e delle reti in nazionale ― Bolivia | Cronologia completa delle presenze e delle reti in nazionale ― Bolivia | Cronologia completa delle presenze e delle reti in nazionale ― Bolivia | Cronologia completa delle presenze e delle reti in nazionale ― Bolivia | Cronologia completa delle presenze e delle reti in nazionale ― Bolivia | Cronologia completa delle presenze e delle reti in nazionale ― Bolivia | Cronologia completa delle presenze e delle reti in nazionale ― Bolivia |
| Data                                                                   | Città                                                                  | In casa                                                                | Risultato                                                              | Ospiti                                                                 | Competizione                                                           | Reti                                                                   | Note                                                                   |
| ---------------------------------------------------------------------- | ---------------------------------------------------------------------- | ---------------------------------------------------------------------- | ---------------------------------------------------------------------- | ---------------------------------------------------------------------- | ---------------------------------------------------------------------- | ---------------------------------------------------------------------- | ---------------------------------------------------------------------- |
| 10-10-2019                                                             | Caracas                                                                | Venezuela                                                              | 4 – 1                                                                  | Bolivia                                                                | Amichevole                                                             | -                                                                      |                                                                        |
| 15-10-2019                                                             | Santa Cruz de la Sierra                                                | Bolivia                                                                | 3 – 1                                                                  | Haiti                                                                  | Amichevole                                                             | -                                                                      |                                                                        |
| 29-3-2021                                                              | Quito                                                                  | Ecuador                                                                | 2 – 1                                                                  | Bolivia                                                                | Amichevole                                                             | -                                                                      |                                                                        |
| Totale                                                                 |                                                                        | Presenze                                                               | 3                                                                      |                                                                        | Reti                                                                   | 0                                                                      |                                                                        |